# Cereus hildmannianus subsp. uruguayanus
Cereus hildmannianus subsp. uruguayanus, conocido comúnmnete como cactus candelabro o cardón uruguayo, es una subespecie de planta suculenta perteneciente al género Cereus, dentro de la familia Cactaceae. Es una subespecie de Cereus hildmannianus y se distribuye por el noreste de Argentina (provincia de Entre Ríos), sur de Brasil y Uruguay. 

## Descripción
Cereus hildmannianus subsp. uruguayanus es una subespecie de cactus que tiene un hábito de crecimiento similar al de un árbol, con un tronco bien formado y ramificado, alcanzando alturas de 5 a 15 m.

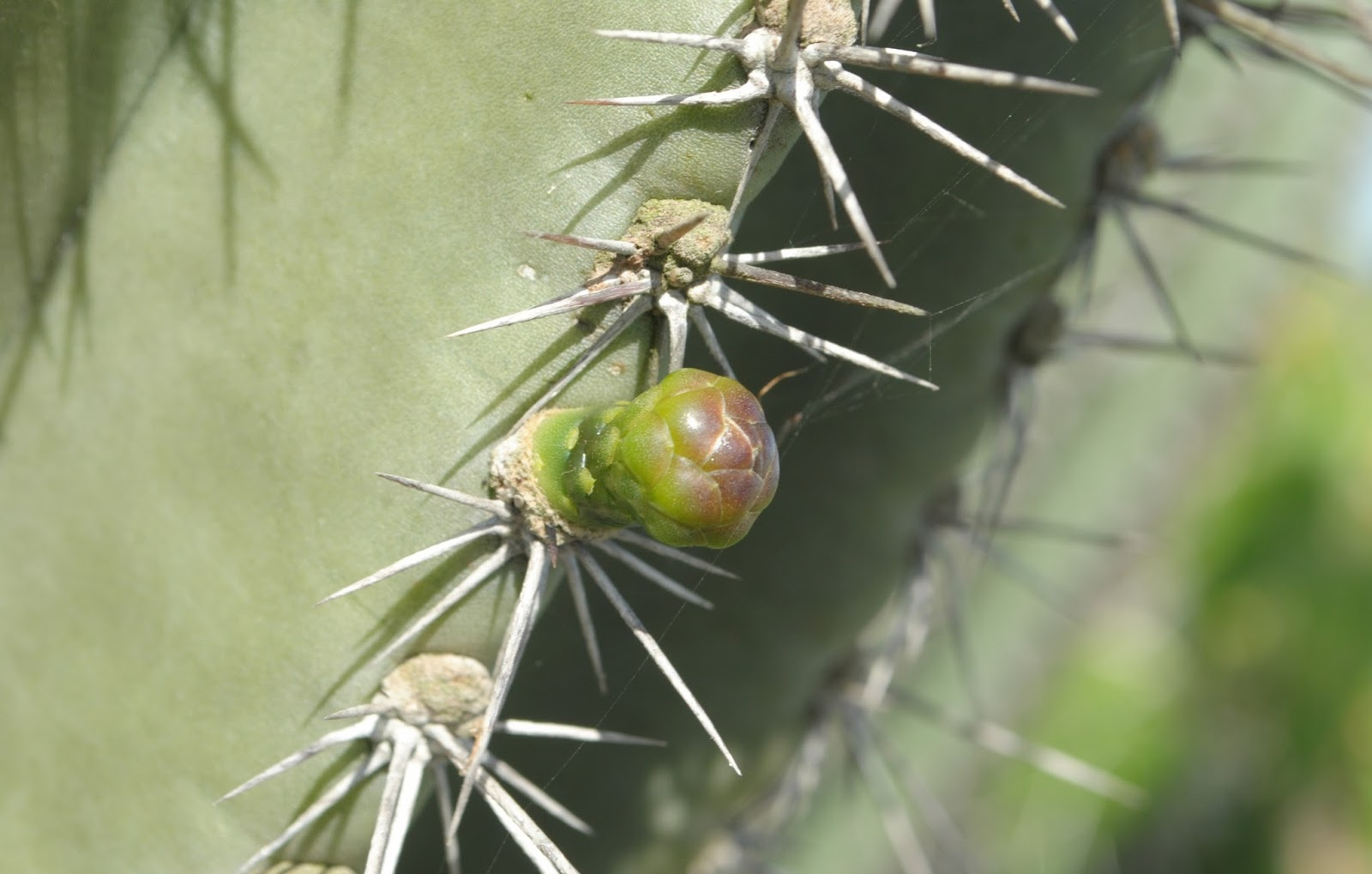
Detalle de las espinas

Crece como un candelabro, con numerosas ramas columnares. Sus tallos son erectos, articulados y están formados por segmentos de hasta 15 cm de diámetro. Son cilíndricos y suelen tener la epidermis de color azul pálido o gris verdoso cuando son jóvenes, volviéndose de un verde más opaco con la edad.
Presentan de 4 a 8 costillas que van de delgadas a obtusas, con los bordes redondeados y ligeramente dentados. Miden de 2,5 a 3,5 cm de alto y aunque son verdes, a menudo presentan grandes manchas amarillas a lo largo de los lados. Sobre ellas se asientan areolas grandes de color marrón, separadas unas de otras unos 2 cm y con espinas aciculares de color amarillo dorado a marrón (algo que caracteriza a esta subespecie). De entre ellas se distingue una única espina central muy puntiaguda de hasta 5 cm de largo, y hasta 6 espinas radiales rígidas de 0,5 a 1 cm de longitud. Además, las aréolas en la parte superior de la planta a menudo tienen un mayor número de espinas más largas y con más lana.

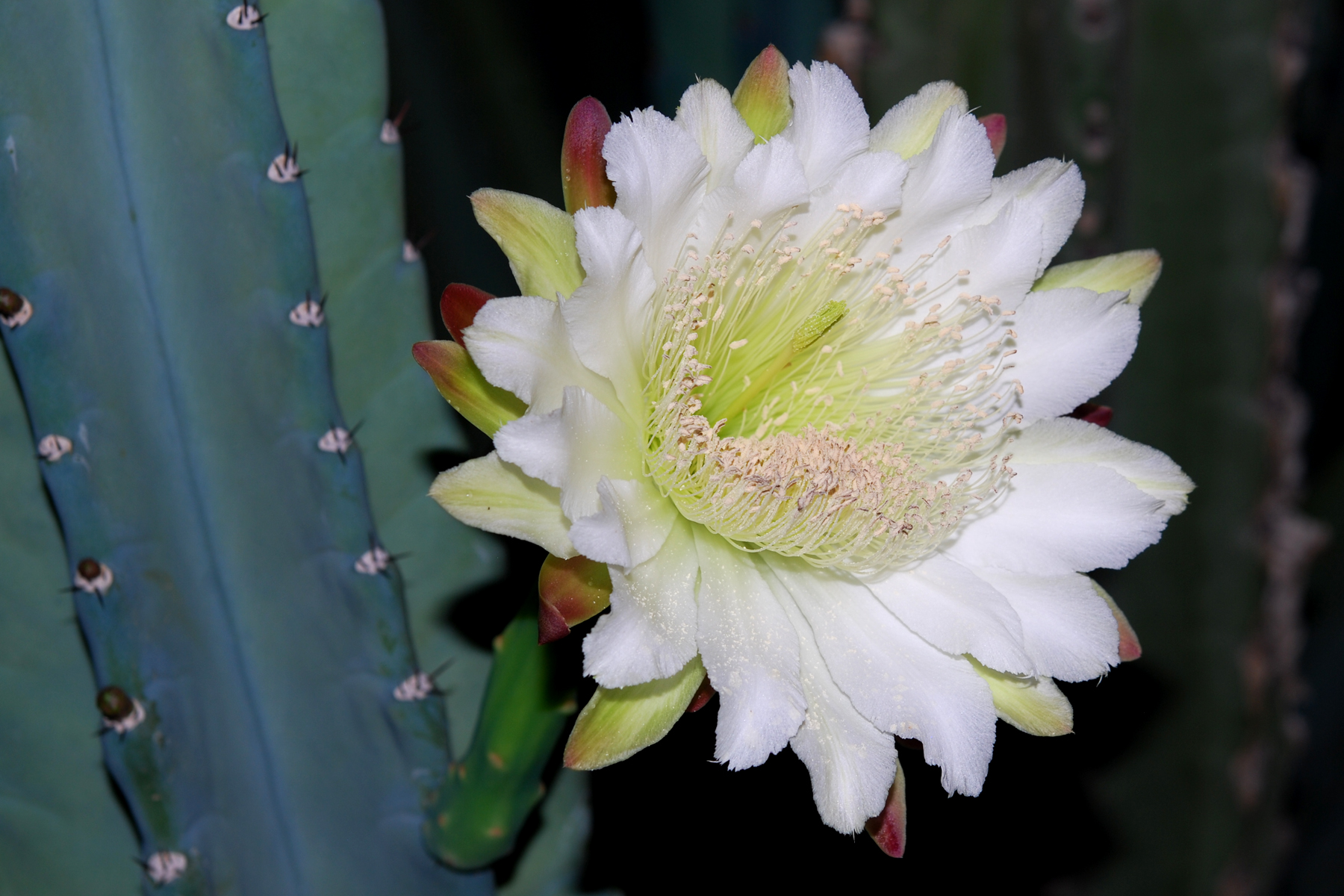
Detalle de la flor

Las flores son blancas y muy grandes, de 20 a 30 cm de largo y de 10 a 15 cm de diámetro. Tienen forma de embudo, son nocturnas y se cierran por la mañana. Los segmentos externos del perianto son de color marrón rojizo y los internos blancos. El ovario es ancho y desnudo, llegando a medir de 2,5 a 3 cm de largo. Los estambres son blancos con las anteras amarillas y los lóbulos del estigma de color amarillo claro. Florece de octubre a febrero, durante las noches de primavera a verano, cuando la planta tiene alrededor de 4 a 5 años.

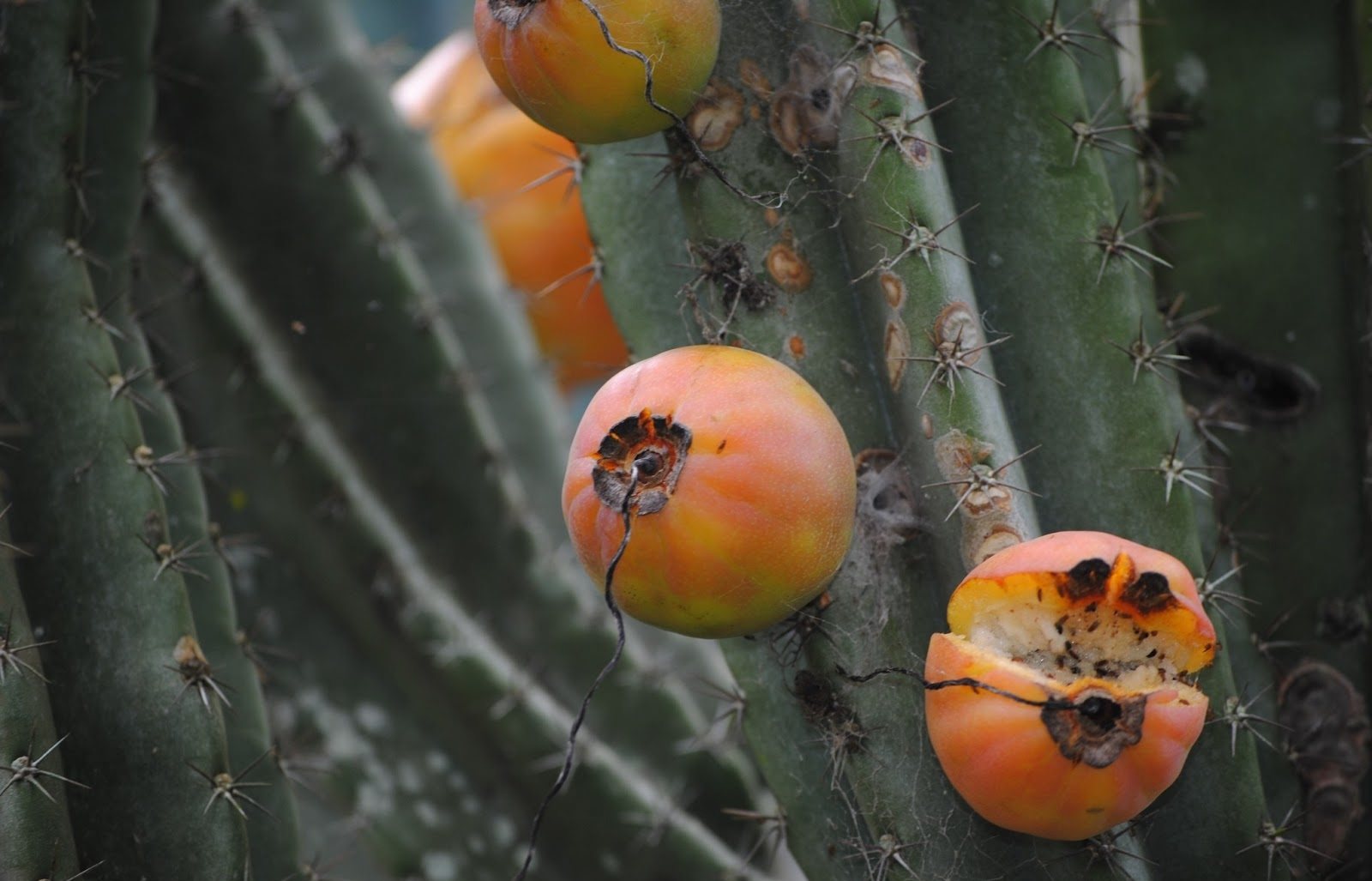
Detalle del fruto

Los frutos son esféricos, suculentos y de color rojo a amarillo cuando maduran. No tienen espinas, y en su interior contienen una pulpa de color blanco dulce. Son del tamaño de un huevo de ganso, miden de 7 a 10 cm de largo y de 5 a 7 cm de diámetro. Sus semillas son de color negro, ampliamente ovoides y de 1,8 a 4 mm de largo. Cada fruto contiene de 200 a 300 semillas.

## Distribución y hábitat
El área de distribución nativa de esta subespecie es el noreste de Argentina (provincia de Entre Ríos), el sur de Brasil y Uruguay, y crece principalmente en el bioma subtropical.

## Ecología
Esta especie, en algún momento se presenta como epífita sobre árboles y arbustos. Además, todas las partes de la planta son comestibles para la fauna y en Río Grande do Sul (Brasil), los frutos son muy apreciados por la población. También es comúnmente utilizada por las aves para construir nidos.

## Taxonomía
La primera descripción de esta subespecie fue como Cereus uruguayanus, publicada en 1982 por los botánicos Friedrich Ritter y Roberto Kiesling en la revista científica Darwiniana 24: 448.
Más tarde, el botánico británico Nigel Paul Taylor catalogó la especie como una subespecie de Cereus hildmannianus, por lo que pasó a llamarse Cereus hildmannianus subsp. uruguayanus. Registró estos cambios en la revista científica Cactaceae Consensus Initiatives 6: 15, publicada en 1998.
Etimología
- Cereus: nombre genérico que deriva del término latíno cereus (que se traduce como 'vela' o 'cirio'), haciendo alusión a su forma alargada perfectamente recta.[7]
- hildmannianus: epíteto específico otorgado en honor al criador de cactus alemán Heinrich Hildmann, propietario de un vivero de cactus en Birkenwerder (Alemania).
- uruguayanus: epíteto geográfico que hace referencia a la presencia de la especie en Uruguay.[8]

## Importancia económica y cultural

### Uso ornamental

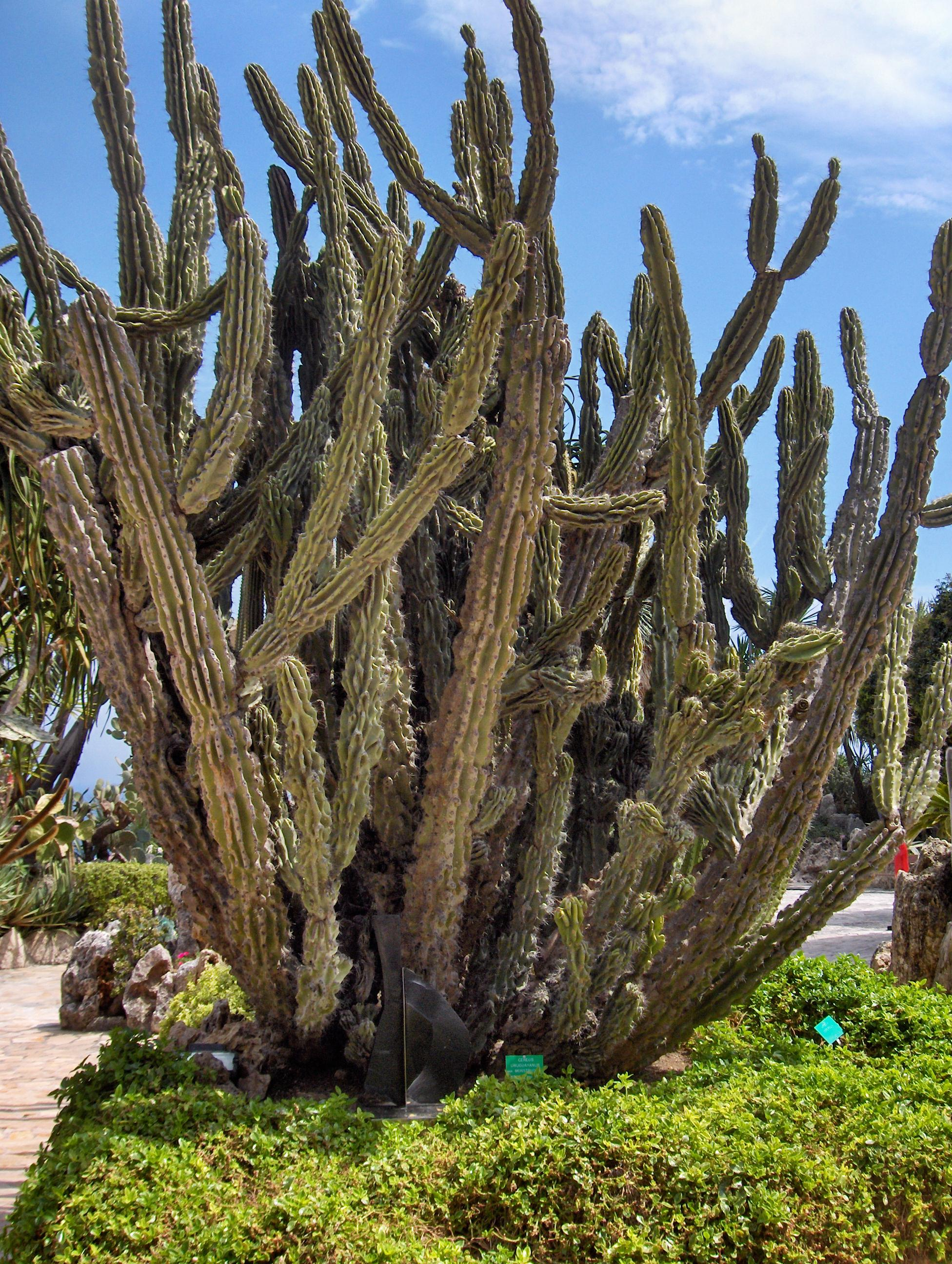
Cultivo de la variedad monstrosus

La subespecie se cultiva principalmente como planta ornamental y su propagación se realiza a través de esquejes (principalmente) o semillas. 
Para un crecimiento óptimo es necesario regar abundantemente durante el período de crecimiento, y muy poco durante el período de descanso. Además, la planta puede tolerar algo de frío, incluso algunos grados bajo cero si el suelo está seco. Señalar que las plantas jóvenes necesitan sombra, mientras que las adultas necesitan pleno sol.

### Uso alimenticio
Los frutos y las flores poseen un alto valor nutricional. Cada planta es capaz de producir más de cien frutos al año. Se pueden comer frescos, secos o en jugo. 
Una vez cosechados, los frutos maduros deben consumirse en veinticuatro horas, de lo contrario, comienzan a fermentar.

### Uso medicinal
Se trata de una planta medicinal importante en América del Sur, ya que se usa en el tratamiento de diversas enfermedades. De hecho, los extractos de ésta planta se utilizan en la medicina popular para bajar de peso y reducir el colesterol y los niveles de lipoproteínas de baja densidad (LDL). También se usa como diurético y cardiotónico, tratar trastornos pulmonares y reumatismo, y en el tratamiento tópico de heridas y litiasis. 
Las sustancias de estos extractos pertenecen a diferentes clases de compuestos químicos tales como ácidos grasos, polisacáridos, terpenos, alcaloides, ácidos fenólicos y flavonoides.

### Otros usos
El cactus se puede cultivar para su uso como cerca viva. Para ello se cortan los brotes laterales a la altura requerida y se plantan uno junto al otro en una zanja lo suficientemente profunda como para asegurar su firmeza. Así se obtiene un seto perfectamente infranqueable de inmediato, y que el cactus enraíza con tanta facilidad que es raro encontrar un hueco. 
Además, las especies de cactus de crecimiento lento pueden injertarse en portainjertos hechos con tallos de esta planta para así acelerar su crecimiento.